# Jorge Oscar Folloni
Jorge Oscar Folloni (Córdoba, 2 de junio de 1936) es abogado y político argentino que se desempeñó como diputado Nacional por la provincia de Salta. Actualmente preside el Partido Renovador de Salta.

## Biografía
Jorge Oscar Folloni nació en Córdoba el 2 de junio de 1936. Es hijo de padres italianos que habían emigrado. Se radicó en Salta en el año 1968. Está casado con Marta Rosa López, con quien tuvo cuatro hijos; el menor de ellos, Carlos Folloni, fue Intendente de Campo Quijano.
Durante el gobierno de facto de Roberto Ulloa en la Provincia de Salta, Jorge se desempeñó como Ministro de Gobierno, Justicia y Educación.
Con el retorno de la democracia, Jorge creó el Partido Renovador de Salta junto a Roberto Ulloa y en las elecciones de 1983 es elegido diputado provincial por el Departamento de la Capital por el periodo 1983-1987. Luego de su paso por la Cámara de Diputados de la Provincia de Salta en 1987 encabeza la lista de diputados nacionales de su partido y obtiene una banca en el congreso de la nación por el periodo 1987-1991. En 1991 renueva su mandato por otros cuatro años, es decir hasta 1995.
En el año 1995, es elegido por el PRS como el candidato a gobernador del espacio que afrontaba los comicios siendo oficialismo luego del mandato democrático del excapitán de navío Roberto Ulloa. Su compañero de fórmula sería Julio César Loutaif que también había sido diputado nacional por los renovadores. En las elecciones lograrían 159.911 votos siendo superados por el lema Frente Justicialista para la Victoria que llevaba tres candidatos. El ganador del frente sería el binomio Juan Carlos Romero - Walter Wayar y los resultados del lema (178.578 votos) los volvían los nuevos gobernador y vicegobernador respectivamente, superando a Folloni y Loutaif.
En el año 1997 vuelve a ser electo diputado nacional hasta el año 2001, llegando entonces a los doce años como diputado nacional con un intervalo de dos años en 1995-1997. En 2009 intentó nuevamente ser diputado nacional por el PRS pero no le alcanzaron los votos, alejándose entonces de la política.
En 2021 y luego de muchos años retirado de los primeros planos de la política vuelve al ruedo para presentarse como candidato a presidente del Partido Renovador de Salta luego de que su hijo no pudiera candidatearse por problemas con su afiliación en la justicia electoral. Folloni padre encabezaría la lista del comité provincial del "Movimiento de Recuperación Renovadora" y ganaría las elecciones contra el oficialismo de ese momento representado en el intendente de Chicoana, Esteban Ivetich. Folloni se quedaría con el 67,63% de los votos mientras que su rival lograría 32,37%. Una de las primeras acciones que hizo como presidente luego de asumir fue integrar el PRS al frente Unidos por Salta encolumnado con el gobernador Gustavo Sáenz.